# Баниас
 Тази статия е за реката.  За историческия град в Южна Сирия вижте Баниас (град).  За града в Северозападна Сирия вижте Банияс.
Баниас (на иврит: נחל חרמון, на арабски: بانياس) е река в Израел и Сирия.
Води началото си от пълноводен извор край древния град Баниас и тече около 9 километра на югозапад, вливайки се в река Дан малко над образуването на Йордан.
След Втората световна война според границите, установени при разпадането на Османската империя, почти цялото течение на реката попада в Израел, а изворът ѝ – в Сирия. През 1964 година Сирия започва изграждането на деривация, която да отклони реката към нейна територия, но строежът е прекратен след израелска въоръжена намеса. След Шестдневната война през 1967 година Израел окупира извора на Баниас, заедно с цялата област на Голанските възвишения, а по-късно по-голямата част от течението на реката е включена в природен резерват.